# Nemes babér

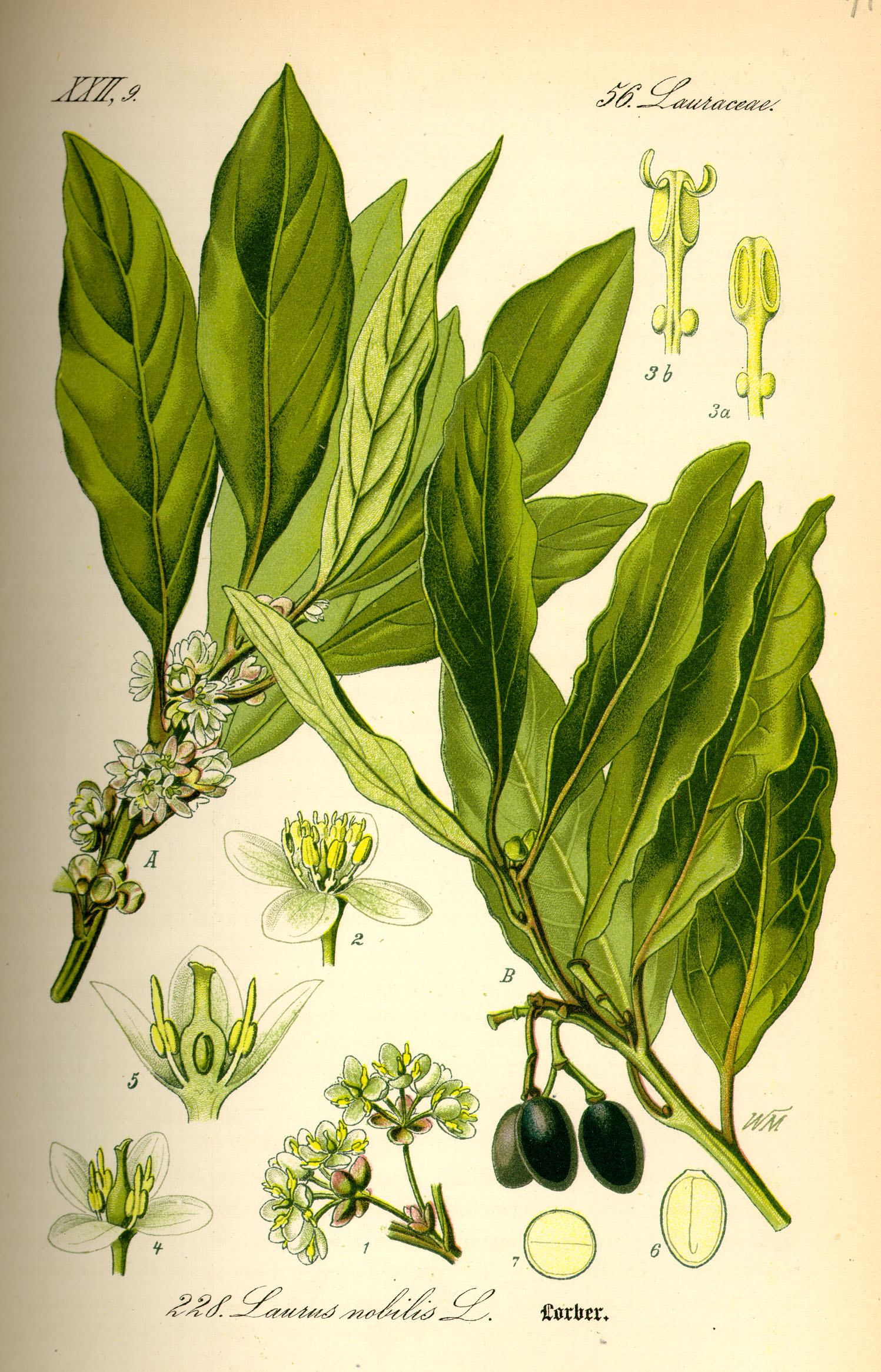
Laurus nobilis L.

A nemes babér (Laurus nobilis) a babérfélék (Lauraceae) családban a névadó babér nemzetség legismertebb faja. Magyarul többnyire közönségesen babérnak nevezzük.

## Származása, elterjedése
A babér a legrégebben ismert és igen elterjedt fűszernövények közé tartozik. Kis-Ázsiában, a Földközi-tenger vidékén és az Atlanti-óceán mediterrán éghajlatú szigetein vadon is, de főleg kultúrákban növő örökzöld cserje vagy fa egészben használt levele (Lauri folium) értékes karakterű fűszer. Olasz-, Francia- és Spanyolországból jut a magyar kereskedelembe, nálunk üvegházban, vagy az ország enyhébb klímájú vidékein szabadföldben tartható (ld. pl.: Magyar Agrár és Élettudományi Egyetem, Villányi úti Arborétum).
A világ minden, mediterrán éghajlatú részén ültetik. A Törökországban és Kaliforniában termett levelek a legkeresettebbek.
Magyar népies nevei: albertlevél, szagos levél, illatfa, bürbérfa.

## Megjelenése, felépítése
Kis fává növő cserje. A felül fényes, alul matt, bőrszerű, áttetszően pontozott, ép szélű, lándzsa alakú levelek illata jellemzően fűszeres, íze kesernyés. Illóolajat, csersavat és keserűanyagot tartalmaz.

## Története, kulturális szerepe

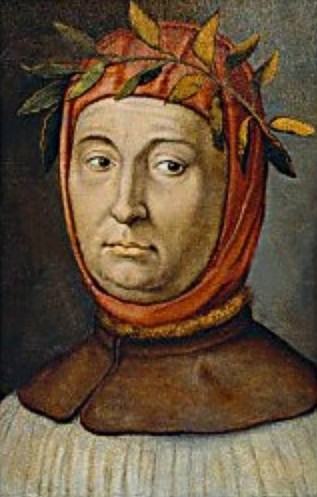
Petrarca, a humanizmus atyja

Régen a harcban kivívott dicsőség, hírnév, a győzelem, a halhatatlanság és a művészi nagyság jelképe volt; ágaiból font koszorúval jutalmazták az arra érdemeseket. Például a legjelesebb római költők aranyból készült „babérkoszorút” kaptak.
A keresztény művészetben a győzelem jelképe. Az ókeresztény szarkofágokon a bűn és a halál fölötti győzelem jeleként legtöbbször a keresztet vagy a Krisztus-monogramot övezi. Az elhunyt arcképe körül vagy a huszonnégy vén feje fölött az örök élet jelképe. Olykor az élet fájaként és a Paradicsomkertben ábrázolják. A szüzek és a vértanúk általános attribútuma.
A magyar nyelvben még: a „babért érdemel”, „ül a babérjain” és a „nem terem neki babér” szólásokban található meg.

## Felhasználása
Lehetőleg a jellegzetesen aromás, szármentes, zöldes színű leveleket vegyük meg.
Használják levesek, burgonya-, tojás-, bab-, halételek, paradicsomos étkek, főzelékek, szószok, mártások, kolbászáruk, sültek, aszpik és kocsonya készítéséhez, uborka, tök, zöldparadicsom és káposzta eltevésénél, halhúsok marinálásánál, sertés és marhahúsok párolásánál, savanyú ételeknél, vadhúspácokhoz és vadételekhez.
Mivel a levél erősen aromás, túladagolva kesernyés íze el is ronthatja ételeinket.
A közhiedelemmel ellentétben nem csak a levele fűszer: termésének őrleményét fűszerkeverékekben hasznosítják, illetve mártásokat ízesítenek vele.
Étvágyjavító, vizelethajtó; segíti az emésztést.
A benne található cineol riasztja a csótányokat.

## Hasonló nevű növények
- Nem rokona a meténgfélék családjába tartozó babérrózsa avagy leander (Nerium oleander).
- Nem rokona a rózsafélék családjába tartozó balkáni babérmeggy (Prunus laurocerasus).
- Nem rokona a boroszlánfélék családjába tartozó babérboroszlán (Daphne laureola)